# ATP Challenger Cleveland
Das ATP Challenger Cleveland (offizieller Name: „Cleveland Open“) ist ein ab 2019 stattfindendes Tennisturnier in Cleveland. Es ist Teil der ATP Challenger Tour und wird in der Halle auf Hartplatz ausgetragen. Schon 1983 fand ein Turnier an derselben Stelle statt.

## Liste der Sieger

### Einzel
| Jahr                         | Sieger               | Finalgegner        | Ergebnis        |
| ---------------------------- | -------------------- | ------------------ | --------------- |
| 2025                         | Colton Smith         | Eliot Spizzirri    | 6:4, 6:76, 6:3  |
| 2024                         | Patrick Kypson       | Ethan Quinn        | 4:6, 6:3, 6:2   |
| 2023                         | Aleksandar Kovacevic | Wu Yibing          | 3:6, 7:5, 7:62  |
| 2022                         | Dominic Stricker     | Yoshihito Nishioka | 7:5, 6:1        |
| 2021                         | Björn Fratangelo     | Jenson Brooksby    | 7:5, 6:4        |
| 2020                         | Mikael Torpegaard    | Yōsuke Watanuki    | 6:3, 1:6, 6:1   |
| 2019                         | Maxime Cressy        | Mikael Torpegaard  | 6:74, 7:66, 6:3 |
| 1984–2018: nicht ausgetragen |                      |                    |                 |
| 1983                         | Marty Davis          | Matt Mitchell      | 6:3, 6:2        |

### Doppel
| Jahr                         | Sieger                                | Finalgegner                         | Ergebnis          |
| ---------------------------- | ------------------------------------- | ----------------------------------- | ----------------- |
| 2025                         | Robert Cash JJ Tracy                  | Juan Carlos Aguilar Filip Pieczonka | 7:64, 6:1         |
| 2024                         | George Goldhoff James Trotter         | William Blumberg Alex Lawson        | 6:70, 6:3, [10:8] |
| 2023                         | Robert Galloway (2) Hans Hach Verdugo | Ruben Gonzales Reese Stalder        | 3:6, 7:5, [10:6]  |
| 2022                         | William Blumberg Max Schnur           | Robert Galloway Jackson Withrow     | 6:3, 7:64         |
| 2021                         | Robert Galloway (1) Alex Lawson       | Evan King Hunter Reese              | 7:5, 6:75, [11:9] |
| 2020                         | Treat Huey Nathaniel Lammons          | Luke Saville John-Patrick Smith     | 7:5, 6:2          |
| 2019                         | Romain Arneodo Andrej Wassileuski     | Robert Galloway Nathaniel Lammons   | 6:4, 7:64         |
| 1984–2018: nicht ausgetragen |                                       |                                     |                   |
| 1983                         | Christo van Rensburg Mike Myburg      | Francisco González Matt Mitchell    | 7:6, 7:5          |